# Vernik (sura)
Vernik (arabsko Ghafir) je 40. sura (poglavje) v Koranu, ki jo sestavlja 85 ajatov (verzov). Je meška sura.
Med opravljanjem molitve (salata oz. namaza) pri tej suri verniki opravijo 9 ruku'jev (priklonov).